# Jaroslav Lípa
Jaroslav Lípa (22. srpna 1886 Jičín – 9. srpna 1966 Praha) byl československý diplomat a legionář.

## Život
Narodil se v Jičíně. Absolvoval obchodní akademii v Praze a v letech 1906 až 1914 pracoval jako úředník Ústřední banky českých spořitelen. Oženil se s Ludmilou Masarykovou, dcerou Ludvíka Masaryka a neteří T. G. Masaryka. V létě 1914 narukoval do rakousko-uherské armády. V září 1916 byl na italské frontě zajat a koncem tohoto roku se přihlásil do vznikajících čs. jednotek československých legií v Itálii a posléze byl zařazen do 31. československého pluku.

## Diplomatická služba
V říjnu 1918 se stal úředníkem nového československého velvyslanectví v Římě. Od roku 1920 do roku 1923 byl prvním československým konzulem v Miláně. Od prosince 1923 působil jako legační rada II. třídy československého velvyslanectví ve Washingtonu. Od 1. srpna 1932 byl jako chargé d’affaires pověřen vedením delegace v Rize a v červenci 1935 se stal prvním československým velvyslancem v Lotyšsku. Dne 21. září 1937 se zúčastnil v okolí rodinného kruhu Masarykových státního pohřbu Tomáše Garrigua Masaryka v Praze. Od července 1938 až do německé okupace působil jako velvyslanec v Jugoslávii. Po okupaci Československa a uznání Slovenského státu Jugoslávií, byl v březnu 1939 nucen vydat svůj úřad německému velvyslanci v Bělehradě. Poté se v Jugoslávii podílel na organizaci pomoci uprchlíkům a organizování zahraničního odboje. Po vypuknutí Dubnové války v roce 1941 se přes Řecko, Turecko a Palestinu dostal do Londýna, kde vstoupil do služeb československého prozatímního státního zřízení. Dne 3. září 1941 na základě zmocnění prezidenta Edvarda Beneše a v souladu s dispozicí ministra zahraničních věcí Jana Masaryka navštívil Lípa jugoslávského ministra zahraničních věcí Momčila Ninčiće, v souvislosti s pokračováním svého poslání jako diplomatického zástupce u jugoslávské exilové vlády v Londýně. Jugoslávský ministr potvrdil při této návštěvě, že jugoslávská vláda uznává kontinuitu jeho původní akreditace. Velvyslancem zůstal i krátkou dobu po uznání Titovy vlády v roce 1945.

## Návrat do Československa
V roce 1945 se vrátil do Prahy. Od září 1945 působil jako odborový přednosta na Ministerstvu zahraničních věcí, odkud byl 4. března 1948, brzy po komunistickém převratu, propuštěn. V 50. letech byl komunistickým režimem jistou dobu vězněn. Zemřel 9. srpna 1966 v Praze.